# Distretto di Zhonghe
Il distretto di Zhonghe (中和區T, Zhōnghé QūP) è un distretto di Taiwan, nella municipalità di Nuova Taipei.